# Koolskamp
Koolskamp (en français Coolscamp) est un village de Flandre-Occidentale en Belgique. Sis au nord-est de la ville de Roulers il fait administrativement partie de la commune d'Ardooie située en Région flamande (Belgique). C'était une commune à part entière avant la fusion des communes de 1977.
Le Championnat des Flandres (en néerlandais Kampioenschap van Vlaanderen), épreuve de cyclisme, s'y déroule chaque année.

## Démographie

### Évolution démographique
- Sources : INS, Rem. : 1831 jusqu'en 1970 = recensements, 1976 = nombre d'habitants au 31 décembre[2].

## Histoire
Le nom du lieu, ainsi que celui de l'actuelle commune principale d'Ardoye, apparaît pour la première fois dans des sources historiques dès l'an 847 : in territorio Menap quod nunc Mempiscum appelant Rollare, Hardoga... Coloscampum . Puis les villas d'Hardoga et de Koolskamp furent offertes par Charles le Chauve à l'abbaye de Saint-Amand de Saint-Amand-les-Eaux. Le nom signifierait : une grande plaine ouverte, en hauteur.
Le premier lieu de culte aurait été construit au IXe siècle. En 1891, la fondation d'une église romane est mise-au-jour sur place. Il y avait dix seigneuries sur le territoire actuel de Koolskamp, dont la plus importante était le Hof van Koolskamp, où résidait le seigneur de Koolskamp. Aujourd'hui, il existe encore une ferme portant ce nom.
En 1165, le droit de patronage de la paroisse fut reversé au chapitre d'Harelbeke. La première mention écrite d'un seigneur de Koolskamp, à savoir Louis de Lichtervelde, date de 1344. Le château doit avoir été détruit durant la 2ème moitié du XVe siècle. Une importante fondation en brique a été trouvée en 1900 et la motte castrale a été fouillée en 1952.
La lutte religieuse de la fin du XVIe siècle entraîna l'expulsion des calvinistes en 1572, mais en 1645 l'église fut encore pillée, cette fois par les troupes françaises. De 1668 à 1678, le Châtellenie de Courtrai (nl) était une possession française. En 1710, la seigneurie revient à la famille de Croy et Solre, fidèle au roi de France et qui doit fuir pendant la Révolution française.
Au XIXe siècle, la pauvreté régnait à cause de l'effondrement de l'industrie du lin. Le travail temporaire dans l'industrie de la brique et l'essor de la culture de la chicorée n'ont apporté qu'un soulagement partiel. Beaucoup d'habitants ont émigré aux États-Unis. En 1880, la ligne ferroviaire vers Gand, avec la gare d'Ardoye-Koolskamp, fut achevée et de nombreux voyageurs se rendirent aux usines textiles gantoises. La culture de la chicorée a pris fin vers 1950.
L'industrie a émergé en 1913 avec une usine de tissage à vapeur et une usine de blanchiment, qui ont fusionné pour devenir l'usine de blanchiment De Kortekeer. En 1935, l'entreprise fut électrifiée et la production prit fin en 2006.
En 1918, le moulin Platsemolen et le clocher de l'église furent détruits par les Allemands durant leur retraite.
La libération de Koolskamp par les troupes polonaises eut lieu le 8 septembre 1944.
Après 1950, de nouvelles industries à vocation agricole émergent, notamment la transformation des légumes (Dujardin Foods et Unifrost) et l'élevage porcin intensif (Danis).
En 1977, Koolskamp est devenue une commune indépendante. Elle fusionne avec Ardoye, qui devient le siège de la commune fusionnée.

## Lieux remarquables
- L'église Saint-Martin (De Sint-Martinuskerk)

Elle abrite l'ancien mausolée de Jacques de Lichtervelde, bailli souverain du comté de Flandre au début de l'époque des ducs de Bourgogne. Il mourut en 1431. Sur le côté du tombeau se trouvent des personnages en deuil. Au sommet, Jacques de Lichtervelde en armure complète est sculpté dans la pierre bleue de Tournai. Contre le mur de la chapelle funéraire se trouve une pierre tombale au nom de Louis de Lichtervelde (mort en 1376) et de son épouse.
- La Chapelle du Sacré-Coeur ou bomkapelleke, une petite chapelle célébrant un évènement remarquable ayant préservé Koolskamp d'un bombardement durant la Seconde guerre mondiale.
- Le moulin De Platsemolen, vestige d'un ancien moulin à vent.
- Le château d'eau

L'impressionnant château d'eau de Koolskamp, situé dans la Steenstraat, est visible de loin. Il permet l'approvisionnement en eau potable des communes de Tielt, Pittem et Ardoye. Le réservoir de la tour a un diamètre extérieur de 26,40 m et une capacité de 2,3 millions de litres. La différence de hauteur entre le sommet de la tour et le niveau du sol est de 36 m, ce qui fait du château d'eau l'un des plus grands châteaux d'eau de Flandre. Ce château d'eau est utilisé depuis 2002.